# Аско (футбольний клуб)
ФК Аско (ісп. FC Ascó) — каталонська футбольна команда з міста Аско в провінції Барселона. Клуб заснований в 2010 році, домашні матчі проводить на стадіоні «Муніципальний», який вміщає 1,000 глядачів. Команда була утворена внаслідок злиття двох місцевих команд. Нині виступає в дивізіоні Терсера.

## Історія виступів
| Рік     | Дивізіон | Місце | Кубок Іспанії |
| ------- | -------- | ----- | ------------- |
| 2010–11 | Терсера  | 19-е  |               |
| 2011–12 | Каталана | 8-е   |               |
| 2012–13 | Каталана | 1-е   |               |
| 2013–14 | Терсера  | 6-е   |               |
| 2014–15 | Терсера  | 1-е   |               |
| 2015–16 | Терсера  | 4     | Перший раунд  |